# Гай Еруцій Клар
Гай Еруцій Клар (лат. Gaius Erucius Clarus; ? — після 174) — державний діяч часів Римської імперії, консул 170 року.

## Життєпис
Походив з патриціанського роду Еруціїв. Син Секста Еруція Клара, консула 146 року. Про молоді роки нічого невідомо. Розпочав цивільну кар'єру на посаді префекта вігілів Риму.
У 170 році став консулом, разом з Марком Гавієм Корнелієм Цетегом. Його змінив консул-суффект Тіт Геній Север. У 171 році призначено імператорським легатом-пропретором провінції Сирія-Палестина. На цій посаді перебував до 174 року. Подальша доля  невідома.

## Сім'я
Дружина — Помпея Тріарія, донька Авла Юнія Руфіна, консула 153 року.
Діти:
- Гай Юлій Еруцій Клар Вібіан, консул 193 року